# Korrupcióellenes Munkacsoport
A Korrupcióellenes Munkacsoport egy magyar testület, amely elemző, javaslattevő, véleményező és döntés-előkészítő feladatokat lát el a korrupció csökkentése érdekében. 

## Története
2013-ban megszűnt a civil tagok kilépésével, majd 2022-ben újra megalakult

## Szervezeti rend
A Munkacsoport 21 fős. állami szervek által delegált tíz tag, valamint tíz civil tag dolgozik együtt, továbbá öt almunkacsoport került kialakításra, amelyben egy civil és egy állami szervet képviselő társelnök közösen irányítja az adott almunkacsoport működését. A Munkacsoport elnöke az Integritás Hatóság elnöke, titkársági feladatait az Integritás Hatóság látja el, de a két szervezet egymás mellett, függetlenül végzi tevékenységét.
A Munkacsoport különálló honlappal rendelkezik: https://kemcs.hu/, ahol – többek között – megtalálhatóak a Munkacsoport által készített jelentések, a civil tagok önéletrajzai és pályázati anyagai, valamint az ülésekről készített jegyzőkönyvek. 

## A Korrupcióellenes Munkacsoport fő feladata
A Munkacsoport legfőbb feladata a meglévő korrupcióellenes intézkedések vizsgálata és javaslatok kidolgozása. Ennek keretein belül a Munkacsoport minden tárgyév március 15-ig el kell készítse az éves jelentését, amelyet megküld a Kormány részére, amelyet a Kormány a saját honlapján közzétesz. A jelentés elemzi a Magyarországon lévő korrupció kockázatait, tendenciáit, majd pedig hatékony ellenintézkedéseket és bevált gyakorlatokat javasol a prevenció érdekében.
További feladatai közé sorolandó, hogy felmérje a korábbi javaslatait hogyan követték nyomon és hajtották végre a vonatkozó jogalkotási és nem jogalkotási kezdeményezések, kormányprogramok.

## A Korrupcióellenes Munkacsoport ülésezése
A Munkacsoport testületi üléseket tart szükség szerint, de évente legalább két alkalommal. Az üléseket a Munkacsoport elnöke vezeti le. Az ülésekről készített hitelesített jegyzőkönyvet a Munkacsoport a honlapján is közzéteszi. A Munkacsoport határozatképessége akkor áll fent, ha a tagjainak több mint a fele az ülésen jelen van. A határozatokat a leadott szavazatok egyszerű többségével hozzák meg, azonban azokban az esetekben, amikor szavazategyenlőség alakul ki, a Munkacsoport elnökének a szavazata dönt. 
Ezenkívül az egyes almunkacsoport is tartanak üléseket igény esetén, amelyet a társelnökök közösen vezetnek. 

## A Korrupcióellenes Munkacsoport tagjai
| Igazságügyi Minisztérium                                                      | Dr. Pliz Tamás     |
| Építési és Közlekedési Minisztérium                                           | Dr. Juhász Tünde   |
| Pénzügyminisztérium                                                           | Dr. Berczik Ábel   |
| Belügyminisztérium                                                            | Csampa Zsolt       |
| Miniszterelnökség – közigazgatási minőségpolitikáért felelős miniszter        | Dr. Almási Győző   |
| Miniszterelnökség – európai uniós források felhasználásáért felelős miniszter | Dr. Kretter Diána  |
| Alkotmányvédelmi Hivatal                                                      | Puskás Anita       |
| Országos Rendőr-főkapitányság                                                 | Dr. Szelei Pál     |
| Nemzeti Védelmi Szolgálat                                                     | Dr. Váradi Piroska |
| Nemzeti Adó- és Vámhivatal                                                    | Aradi Gábor        |

| atlatszo.hu Közhasznú Nonprofit Kft.         | Katus Eszter Ivett                 |
| Közbeszerzési Tanácsadók Országos Szövetsége | Dr. Gyulai-Schmidt Andrea          |
| -                                            | dr. Várady Szilvia (civil alelnök) |
| K-Monitor Közhasznú Egyesület                | Dr. Vincze Orsolya Júlia           |
| Transparency International Magyarország      | Dr. Ligeti Miklós Zoltán           |
| -                                            | Dr. Fázsi László                   |
| -                                            | Sándor Tamás                       |
| Magyar Közgazdasági Társaság                 | Dr. Kutasi Gábor                   |
| -                                            | Dr. Hegedűs Mihály                 |
| -                                            | Dr. Szegedi Krisztina              |

## A Korrupcióellenes Munkacsoport almunkacsoportjai
- Közbeszerzési almunkacsoport
- Uniós és nemzeti támogatási programok almunkacsoport
- Közadatok nyilvánossága és transzparencia almunkacsoport
- A büntetőjogi, büntetőeljárás-jogi almunkacsoport
- Monitoring és ügyviteli almunkacsoport

## A Korrupcióellenes Munkacsoport állandó és eseti meghívottjai
A Munkacsoport munkájában állandó meghívottként, konzultatív és tanácsadói minőségben a következő szervezetek vesznek részt: az Állami Számvevőszék, a Gazdasági Versenyhivatal, a Közbeszerzési Hatóság, a Szabályozott Tevékenységek Felügyeleti Hatósága, az Országos Bírósági Hivatal elnöke és Legfőbb Ügyészség. Az állandó meghívottak a tagokkal azonos jogokkal rendelkeznek a Munkacsoport működésével összefüggésben az információkhoz való hozzáférés és a beavatkozás joga tekintetében.
Ezenfelül a Munkacsoport ülésén tanácskozási joggal a Nemzeti Adatvédelmi és Információszabadság Hatóság és az Európai Uniós Ügyek Minisztériuma vesz részt.

## A Korrupcióellenes Munkacsoport elnöke, alelnöke
A Munkacsoport elnöke Biró Ferenc Pál.
A Munkacsoport civil alelnökét a Munkacsoport a nem kormányzati szereplőket képviselő tagjai közül, többségi döntéshozatal útján választja meg. Ennek alapján az alelnök dr. Várady Szilvia.